# 山田司郎
山田 司郎（やまだ しろう、1963年5月13日 - ）は、日本の政治家。宮城県名取市長（3期）。元名取市議会議員（2期）。

## 来歴
宮城県名取市出身。名取市立不二が丘小学校、名取市立第一中学校、宮城県仙台向山高等学校、法政大学文学部英文学科卒業。エンドーチェーンに就職。エンドーチェーンは2001年（平成13年）6月1日に東北西友に社名変更。同社の青果部長に就任。
2008年（平成20年）、2012年（平成24年）と名取市議会議員選挙で連続トップ当選を果たした。市議時代、名取こどもミュージカルの実行委員長を務めた。
2016年（平成28年）4月7日、次期名取市長選挙に立候補する意思を明らかにした。同年7月10日に行われた市長選で現職の佐々木一十郎との一騎打ちを制し初当選した。選挙の結果は以下のとおり。
※当日有権者数：61,630人 最終投票率：58.31%（前回比：+18.31pts）
| 候補者名     | 年齢 | 所属党派 | 新旧別 | 得票数   | 得票率 | 推薦・支持 |
| ------------ | ---- | -------- | ------ | -------- | ------ | ---------- |
| 山田司郎     | 53   | 無所属   | 新     | 20,677票 | 58.56% |            |
| 佐々木一十郎 | 66   | 無所属   | 現     | 14,635票 | 41.44% |            |

2020年（令和2年）7月12日の市長選で元衆議院議員の大久保三代を破り再選。
※当日有権者数：63,560人 最終投票率：35.67%（前回比：-22.64pts）
| 候補者名   | 年齢 | 所属党派 | 新旧別 | 得票数   | 得票率 | 推薦・支持 |
| ---------- | ---- | -------- | ------ | -------- | ------ | ---------- |
| 山田司郎   | 57   | 無所属   | 現     | 19,866票 | 88.75% |            |
| 大久保三代 | 43   | 無所属   | 新     | 2,518票  | 11.25% |            |

2024年（令和6年）6月30日に市長選が告示されたが山田以外に立候補の届け出はなく、無投票で3選した。